# Apatetorides variabilis
Apatetorides variabilis là một loài tò vò trong họ Ichneumonidae.